# 神さまのいない日
『神さまのいない日』（かみさまのいないひ）は、早稲田ちえによる日本の漫画作品、およびそれを表題作とした漫画短編集。
『なかよしデラックス』（講談社）1992年3号に掲載された。単行本は同社の講談社コミックスなかよしより刊行。

## 書誌情報
- 早稲田ちえ 『神さまのいない日』 講談社〈講談社コミックスなかよし〉、1993年2月6日第1刷発行、ISBN 4-06-178739-X
  - 表題作のほか、「とらわれの姫君」「どうにもとまらない」「ぼやぼやできない」の読み切り3作品が同時収録されている。